# Малки титани: В готовност! срещу Малките титани
„Малки титани: В готовност! срещу Малките титани“ (на английски: Teen Titans Go! vs Teen Titans) е издаден директно на видео анимационен филм за супергерои от 2019 г. и е кросоувър между телевизионния сериал „Малки титани: В готовност!“ и оригиналния сериал „Малките титани“, които двамата са адаптация на едноименния супергеройски екип. Това е вторият филм от поредицата „Малки титани: В готовност!“, след „Малки титани: В готовност! Филмът“. „Уорнър Брос“ съобщи, че кросоувърът с участието на двата екипа е издаден в Комик-Кон на 21 юли 2019 г., който е последван от дигитална премиера на 24 септември, след това е последван на DVD и Blu-ray издание на 15 октомври. Събитията на филма се развиват след петия сезон на „Малки титани: В готовност!“ и след последния епизод на оригиналния сериал и телевизионния сериал „Малки титани: Проблем в Токио“. Телевизионната премиера е на Cartoon Network на 17 февруари 2020 г. Филмът получава генерално позитивни отзиви от критиката.
Това е последната филмова поява на Робърт Морс преди смъртта му през 2022 г.

## В България
В България филмът е излъчен по Cartoon Network с български нахсинхронен дублаж, записан в студио „Про Филмс“. Екипът се състои от: 
| Роля      | Изпълнител       |
| --------- | ---------------- |
| Робин     | Камен Асенов     |
| Зверчето  | Ана-Мария Лалова |
| Старфайър | Ася Братанова    |
| Рейвън    | Вилма Карталска  |
| Киборг    | Росен Русев      |